# Rovigo
Rovigo (; [roˈviːɡo]) è un comune italiano di 49 986 abitanti, capoluogo della provincia omonima nel Veneto.

## Geografia fisica

### Territorio
Il comune di Rovigo si estende tra l'Adige a nord e il Canalbianco a sud, con l'eccezione della frazione di Fenil del Turco, che è situata tra il Canalbianco e lo scolo Zucca; si trova a circa 41 km dalla costa del mare Adriatico.
Il territorio è estremamente pianeggiante e l'altitudine varia tra i 5 e gli 8 metri sul livello del mare.
È attraversato dall'Adigetto e da numerosi canali artificiali che servono sia per la bonifica idraulica sia per l'irrigazione. Tra questi il Ceresolo, il Rezzinella, il Valdentro, l'Adigetto, il Canalbianco, il Pontecchio, lo Zucca segnano, in alcuni tratti, i confini del comune; il Collettore Padano Polesano attraversa la frazione di Fenil del Turco.
Il terreno è molto fertile e adatto in particolare alla coltivazione del mais e di prodotti orticoli di qualità. Sul Canalbianco si apre l'interporto di Rovigo, diventato operativo nel 1998.
Il comune di Rovigo confina (in senso orario): a nord con i comuni di Barbona, Vescovana, Boara Pisani e Anguillara Veneta; a est con i comuni di San Martino di Venezze, Villadose e Ceregnano; a sud con i comuni di Crespino, Pontecchio Polesine e Bosaro; a ovest con i comuni di Arquà Polesine, Costa di Rovigo, Villanova del Ghebbo e Lusia.

### Clima
Il comune di Rovigo si trova nella zona climatica "E" (tra 2101 e 3000 GG) e nella zona sismica "3" (sismicità bassa).
A causa della vicinanza con il mar Adriatico in meno di 40 km ad Est, Rovigo viene a volte mitigata seppur abbia un clima piuttosto subcontinentale per la posizione nella pianura Padano-Veneta, in cui facilmente specie nelle campagne attorno ed in periferia risente dell'inversione termica con formazione nelle notti di brinate in inverno. Seppur non eccessivamente grande il territorio urbano, la città sperimenta duna discreta isola di calore. Specialmente in occasione di continui o potenti anticicloni tra autunno e prima primavera si possono formare foschie dense o nebbie seppur in minor presenza rispetto al passato. In inverno in caso di irruzioni fredde specie dalla porta della Bora erano frequenti fino ai primi anni 2010 veri e propri blizzard con buone nevicate, anche da inversione termica chiamato in gergo cuscinetto Padano. L'ultima nevicata degna di nota risale all'ondata di freddo di fine febbraio 2018 con circa 10 cm.
Le estati sono molto calde con disagi dovuti all'alto tasso di umidità accentuati dall'afa, intervallati da temporali anche forti che possono produrre grandine e tornado. Le precipitazioni seguono andamento abbastanza irregolare specie negli ultimi anni con picchi massimi tra autunno e primavera (talvolta d'estate in caso dei temporali) e minimo in inverno.

#### Accumuli nivometrici importanti
Si nota nella zona un andamento degli accumuli nevosi generalmente irregolare, con fasi alternanti di decenni in decenni, dal 1960 fino agli anni 2010. Si parte dai 30 cm degli anni '60, ai 19 cm degli anni '70, 27 cm degli anni '80, 7 cm degli anni '90 ed infine 21 cm degli anni 2000.
A Rovigo nella stagione 1962/63 caddero 43 cm di neve, la stagione 1963/64 55 cm.
Inoltre, si ricordano i notevoli accumuli durante l'estrema ondata di freddo del gennaio 1985: tra il 4 ed il 6 gennaio caddero sui 18 cm, tra il 9 e l'11 dello stesso mese 10 cm come a Verona e Parma e tra il 13 ed il 17 gennaio altri 32 cm di neve. Dal 1960/61 al 2009/10 proprio l'inverno 1984/85 fu il più nevoso con 64 cm totali.

## Origini del nome
Citato per la prima volta nell'838 come Rodigo e poi come Rudi e Ruuigo, il toponimo sembra essere in relazione con il nome personale germanico Hrodico.
Secondo gli eruditi del passato, esso deriverebbe invece dal greco rhodon "rosa" (nell'Orlando furioso Ludovico Ariosto descrive la città come «la terra il cui produr di rose / le dié piacevol nome in greche voci»), il che lo ricollega alla leggenda che vorrebbe il Polesine colonizzato da un gruppo di Achei capitanati da Diomede. La tradizione ha valso a Rovigo il titolo di "Città delle rose".

## Storia
Alcuni reperti archeologici documentano la presenza di un insediamento di età romana all'interno dell'area occupata dall'attuale centro cittadino. Tuttavia nel territorio comunale o in aree immediatamente prossime, i primi insediamenti stabili risalgono al II millennio a.C. Un importante villaggio della tarda età del Bronzo (XII sec. a.C.), collegato alla cosiddetta "via dell'ambra", è quello di Campestrin di Grignano Polesine. Nell'età del Ferro (VI e V a.C.), nell'area di Rovigo fu attivo un insediamento collegato all'etrusca Adria, come documenta la necropoli di loc. Balone. I materiali archeologici su citati sono conservati presso il Museo dei Grandi Fiumi di Rovigo.
Il primo documento storico sicuramente attendibile sulla città è dunque quello del 24 aprile 838, dove Rovigo viene definita in latino villa que nuncupatur Rodigo, ossia "borgo [rurale] detto Rodigo". Nel 920 il vescovo di Adria Paolo Cattaneo fece costruire una fortificazione in questo borgo per trasferirvi temporaneamente la sede vescovile al riparo dalle scorrerie ungare. Questa prima fortificazione è completata nel 954.

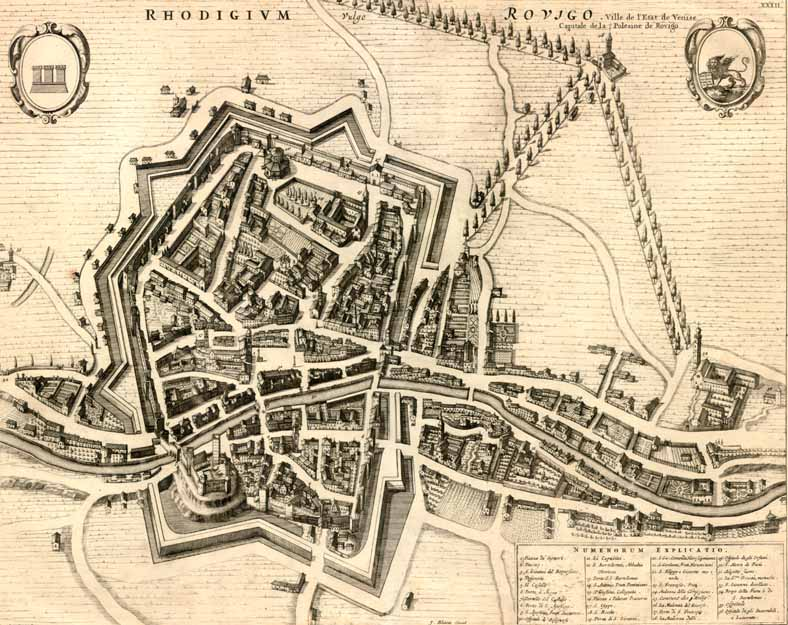
Antica mappa di Rovigo del XVII secolo durante la Repubblica Veneta

Gli Estensi erano presenti a Rovigo già nel 1117 e furono presumibilmente loro a promuovere l'ampliamento della fortificazione nel XII secolo, quando l'abitato di Rovigo si estendeva già su entrambi i lati dell'Adigetto, tombato nel 1937, che all'epoca era un vero e proprio fiume.
Il maschio del castello, conosciuto come torre Donà, alto 66 metri è una delle più alte torri medievali italiane.
Il dominio estense su Rovigo fu ufficializzato dall'Imperatore Enrico VI nel 1194, che ne nominò conte Azzo VI; a parte brevi parentesi, Rovigo rimase estense per quasi tre secoli.
Il XV secolo fu tormentato per Rovigo e tutto il Polesine, conteso dalla Repubblica di Venezia che cominciava in quel periodo a espandersi verso la terraferma.
Durante i fatti della Guerra del sale, i Veneziani entrarono definitivamente a Rovigo nel 1482, e a parte la parentesi della Lega di Cambrai (1508–1511) ne mantennero il dominio per circa tre secoli.
Per imprimere l'impronta della repubblica, fu costruita in piazza Maggiore (l'attuale piazza Vittorio Emanuele II) la torre civica in cui fu trasferita la campana che aveva suonato nel maschio del castello; nel 1519 fu innalzata anche la colonna con il Leone di San Marco.
Alla fine del XVI secolo la Serenissima celebrò il proprio dominio edificando su progetto del bassanese Francesco Zamberlan il tempio della Beata Vergine del Soccorso, noto col nome di Rotonda, il cui interno è decorato con tele di elevato valore artistico e allegorico, raffiguranti i podestà veneziani che governarono su Rovigo fino agli anni 1660.
Durante il XVIII secolo fu ampliato il duomo la cui facciata rimase incompiuta; l'edilizia privata produsse piccoli capolavori come il palazzo Roncale e il palazzo Angeli.
In questo periodo il borgo S. Bortolo cominciò ad assumere una sua identità di quartiere fuori porta.
Rovigo conservò la sua pianta pentagonale circondata dalle mura e attraversata dall'Adigetto (che nei secoli perse progressivamente di importanza).
All'inizio del XIX secolo, in seguito alla caduta della Repubblica di Venezia e all'instaurarsi della dominazione francese, Rovigo conobbe un rinnovato impulso sociale e culturale alla crescita e allo sviluppo.
In piazza Maggiore si trovò finalmente il posto per una sede di prestigio all'Accademia dei Concordi.
Venne demolita la storica chiesa di Santa Giustina e al suo posto nacque la piazza minore ora intitolata a Giuseppe Garibaldi; affacciandosi su questo nuovo spazio pubblico nacquero in seguito, durante la dominazione austriaca, il teatro Sociale e il palazzo della borsa commerciale.
Vennero abbattute quattro delle sei porte di accesso alla città e le fosse furono trasformate in passeggi pubblici per promuovere lo sviluppo della città all'esterno delle mura estensi.
L'economia era ancora prevalentemente basata su agricoltura e allevamento; il cavallo polesano divenne famoso in tutta Europa come la migliore razza di cavalli per il traino di carrozze.
L'annessione al Regno d'Italia diede la spinta definitiva allo sviluppo; nel 1866 la città risentì favorevolmente della costruzione della linea ferroviaria Padova-Rovigo, subito prolungata verso Ferrara.
Nel 1927 il territorio del comune fu allargato, inglobando i territori fino a quel momento autonomi di Boara Polesine, Buso Sarzano, Sant'Apollinare con Selva, Borsea, Grignano di Polesine e Concadirame.
Inoltre, la costituzione del quartiere della Commenda e del nuovo centro sanatoriale favorirono lo sviluppo della città a nord, mentre a sud-ovest la località Tassina ormai diventava un quartiere periferico della città.
Nel 1938 il corso dell'Adigetto, ormai ridotto a un corso d'acqua di scarsa importanza, fu deviato a ovest; il progetto era quello di creare al suo posto una grandiosa via di celebrazione in stile fascista.
Il progetto fu realizzato solo parzialmente, interrotto dalla seconda guerra mondiale; tra gli edifici costruiti, spiccano per imponenza e stile di realizzazione il palazzo delle poste e il palazzo INA.
Il castello nel dopoguerra venne trasformato in giardino pubblico; il gruppo delle "due torri" sopravvissute nella cittadella diventò così uno dei simboli della città.
A partire dagli anni 1950 e 1960, Rovigo ha avuto un notevole sviluppo, sia come tradizionale mercato agricolo, sia come centro industriale, favorito dall'inserimento del Polesine nelle zone a economia depressa; furono costituiti la nuova parrocchia e quartiere di San Pio X per l'espansione della città a ovest, fu costruita la chiesa della Commenda e il quartiere fu ampliato ulteriormente a est; nel territorio a sud-est compreso tra l'abitato e la frazione di Borsea si è sviluppata un'organica zona industriale, che ora ha uno sbocco naturale sul porto appena realizzato sul Canalbianco.
A partire dagli anni 1980 è iniziato il recupero del patrimonio urbanistico e architettonico del centro cittadino.
In tempi recentissimi si sono sviluppati il nuovo polo ospedaliero a est e la zona commerciale a nord della città, dove si sono stabilite anche le sedi della Fiera e dell'Università.
Si sta infine completando in questi anni il recupero urbanistico dell'ex ghetto ebraico, incominciato negli anni 1930.
Grazie ai benefici della categorizzazione in zona depressa durante gli ultimi due decenni del XX secolo ha beneficiato di una positiva spinta economica che ha sradicato il capoluogo e parte della provincia dalla dipendenza dall'economia agricola. Un buon numero di industrie manifatturiere si sono sviluppate nella zona industriale della città.

### Simboli
Lo stemma di Rovigo è stato riconosciuto con decreto del Capo del Governo del 7 ottobre 1938.
Le tre torri, tradizionale emblema del Polesine, sono sormontate dal leone di San Marco, inequivocabile simbolo della Repubblica di Venezia. La partizione d'argento e di verde rappresenterebbe la fertile pianura della regione.
Il gonfalone è un drappo interzato in fascia di azzurro, di bianco e di verde.

## Monumenti e luoghi d'interesse

### Architetture religiose
Gli edifici religiosi siti nel territorio municipale sono prettamente luoghi di culto della religione cristiano cattolica con qualche eccezione, tuttavia quelli edificati a questo scopo ed esistenti risalgono, nelle costruzioni più antiche, al XII secolo pur se ampiamente rimaneggiati e ampliati. Per l'amministrazione religiosa Rovigo si divide in due vicariati, detti zona urbana e zona suburbana: il primo incorpora le parrocchie di Santo Stefano, Cuore Immacolato di Maria, Santa Maria Madre di Dio, San Bartolomeo, San Pio X, Sant'Antonio, San Francesco e Santa Rita, il secondo riunisce le parrocchie di Boara, Borsea, Buso, Concadirame, Fenil del Turco, Granzette, Grignano, Mardimago, Roverdicrè, Sarzano, Sant'Apollinare. Tutte queste sono costituite da chiese, oratori e cappelle, questi ultimi sia aperti al pubblico culto sia privati. Alcune di queste, nate come chiese parrocchiali, sono state declassate a oratori quando la loro funzione venne sostituita da strutture più capienti, alcune sono state chiuse e sono in rovina, altre chiuse e sconsacrate, tuttavia recuperate per preservare la loro importanza storico-culturale. Altre sono scomparse, distrutte dagli eventi o smantellate per lasciare posto ad altri edifici. Di seguito si elencano gli edifici religiosi siti nel tessuto urbano e nelle frazioni del territorio comunale.

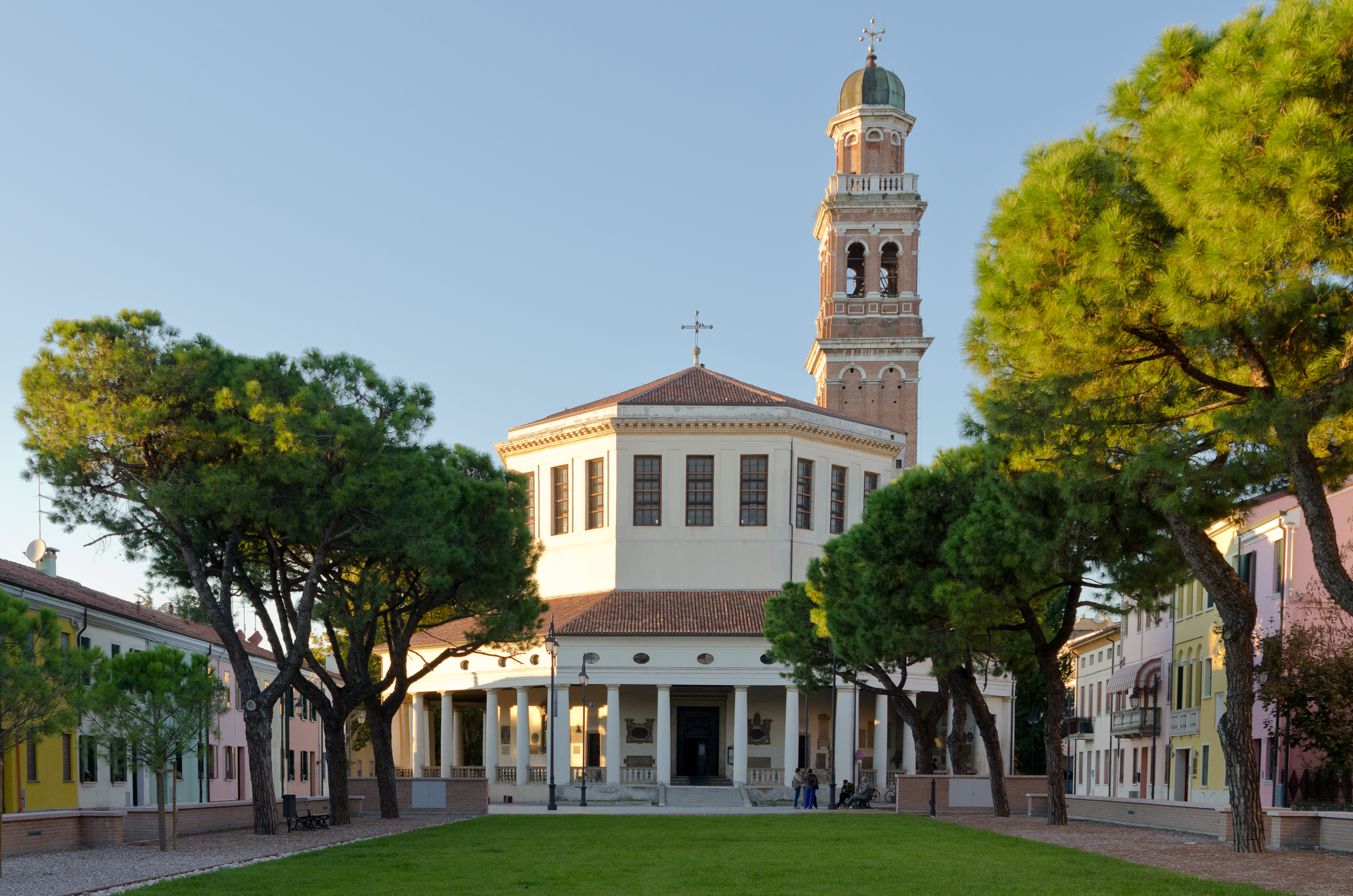
Tempio della Beata Vergine del Soccorso, detto la Rotonda

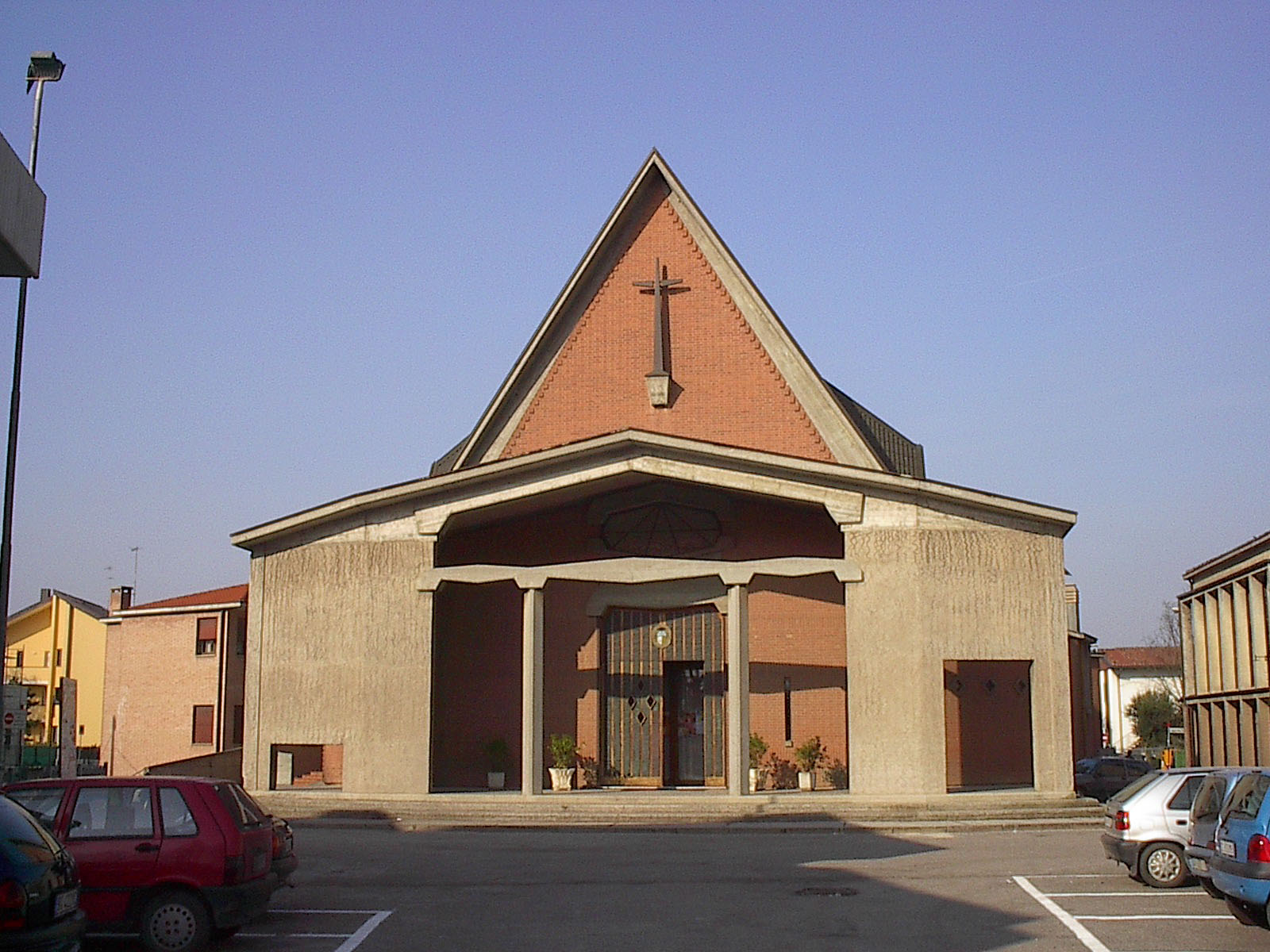
Chiesa di San Pio X

- Duomo di Santo Stefano, concattedrale della Diocesi di Adria-Rovigo;
- Chiesa di Sant'Antonio di Padova (XX secolo). Edificata nel tardo ventesimo secolo per sostituire il precedente edificio degli anni cinquanta è uno degli edifici religiosi più recenti.
- Chiesa di Sant'Antonio Abate detta di San Domenico. Consacrata nel 1543 e più volte restaurata nei secoli. Meritano attenzione alcune sculture del Sei-Settecento come il busto di Sant'Antonio Abate e le statuine di San Paolo e San Sebastiano. Opera dell'Adorazione Eucaristica. Via X luglio.
- Chiesa di Maria Santissima Madre di Dio detta "Chiesa delle Rose". Edificata nel tardo XX secolo è uno degli edifici religiosi più recenti, parrocchiale creata per soddisfare le esigenze dei credenti del quartiere Commenda Est realizzato nel periodo. All'interno, Via Crucis in terracotta e decorazioni del tabernacolo realizzate da Giovanni Paolo Giuriati (1984).[14]

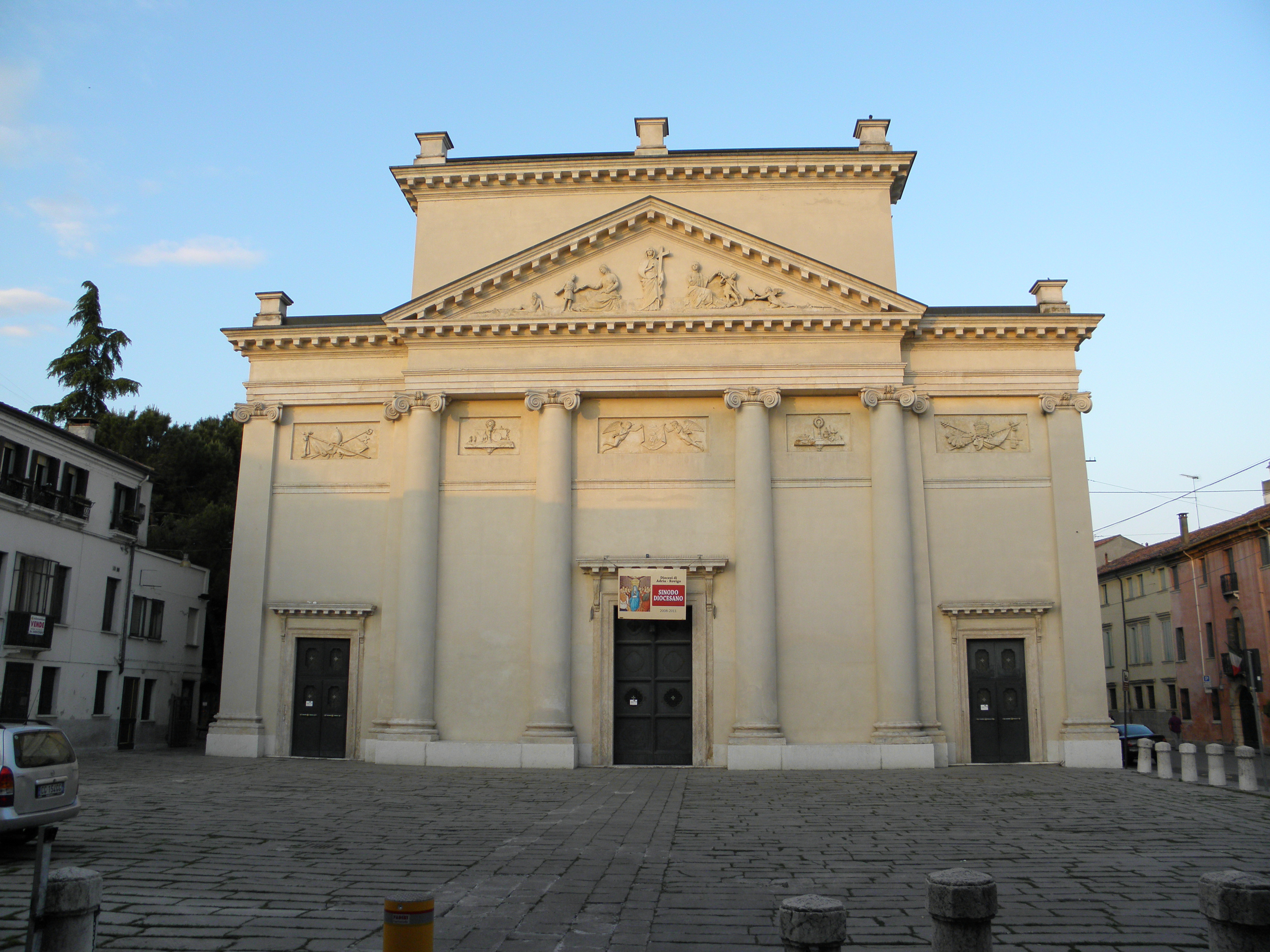
Chiesa dei Santi Francesco e Giustina

- Chiesa dei Santi Francesco e Giustina
- Chiesa di San Bartolomeo, comunemente chiamata di San Bortolo.
- Monastero degli Olivetani
- Chiesa della Beata Vergine Addolorata delle Servite (XX secolo), parte del centro mariano "Beata Vergine Addolorata" retto dalle Suore Serve di Maria Riparatrici.
- Tempio della Beata Vergine del Soccorso detto "la Rotonda"
- Chiesa di Santa Maria dei Sabbioni
- Chiesa di San Pio X (XX secolo). L'edificio in stile moderno, progettato dall'architetto Antonio Canato, venne edificato negli anni sessanta e consacrata durante funzione solenne il 16 novembre 1968 dal vescovo ausiliare mons. Rosina.[15]
- Oratorio della Beata Vergine di Pompei, detto "Chiesetta delle fosse" edificato negli anni (1900-1903) su progetto di Eugenio Piva[16] sul crocevia che unisce Via Nazario Sauro e Via Gorizia (in precedenza chiamate Strada delle Fosse), Via Piave, Via Fiume e Via Domenico Piva; all'inizio degli anni duemila è stato oggetto di un restauro conservativo.[17]
- Oratorio della Santissima Concezione detto "Chiesa del Cristo"
- Chiesa di San Lorenzo da Brindisi detta "Chiesa dei Cappuccini": edificata intorno al 1890 per iniziativa del frate Angelo da Aviano, di cui Virgilio Milani realizzò un busto nel 1917.[18] Per tale chiesa eseguì opere lo scultore Giuseppe Milani nel 1950.[19]
- Chiesa del Cuore Immacolato di Maria e di Sant'Ilario detta "Chiesa della Commenda", progettata da Orlando Veronese e inaugurata dal cardinale Angelo Giuseppe Roncalli il 1º dicembre 1957.[20]. In facciata, Tetramorfo degli Evangelisti, opera di Virgilio Milani. All'interno, opere dello scultore e ceramista Angelo Biancini (1967).[21]
- Chiesa di Santa Caterina nella frazione di Roverdicrè.

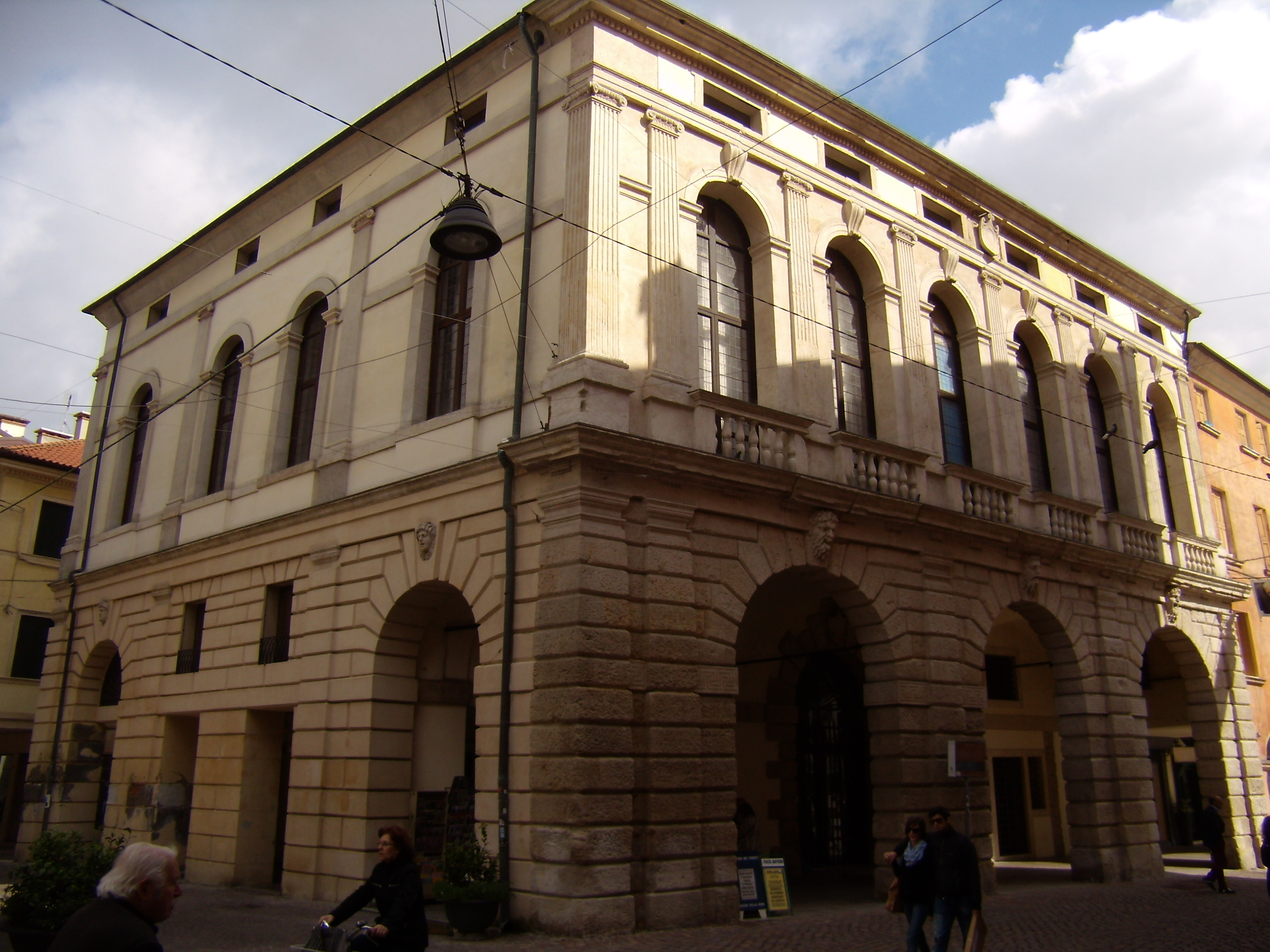
Palazzo Roncale

Palazzo Ravenna

Torre Civica

### Architetture civili
- Casa Rosetta Ferrari

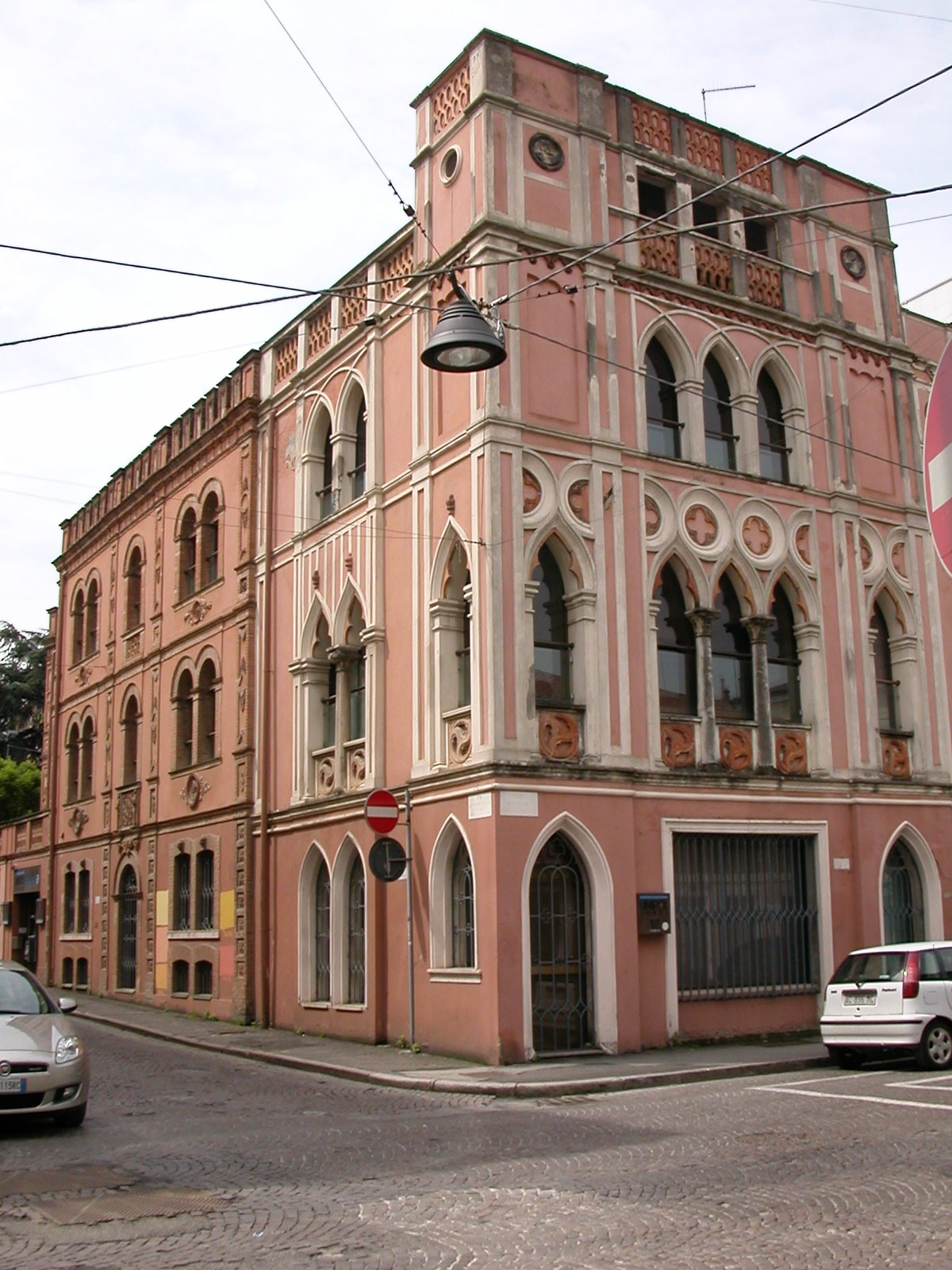
Palazzina Minelli

- Palazzina Minelli (detta anche Palazzina gotica). Fatta erigere dal tipografo Antonio Minelli è caratterizzata dalla facciata in stile neogotico impreziosita da tondi in cotto raffiguranti alcuni dei membri della famiglia Minelli.
- Palazzetto Veronese
- Palazzo Angeli
- Palazzo Camerini.[22]
- Palazzo Campanari
- Palazzo Casalini a Porta Sant'Agostino
- Palazzo Casalini al Duomo
- Palazzo già Vescovile
- Palazzo Gobbati, con decorazioni interne del pittore veneziano Giovanni Biasin
- Palazzo INA (XX secolo)
- Palazzo Manfredini al Duomo
- Palazzo Oliva
- Palazzo Paoli.[23] Fu "Casa del fascio" durante il regime. In facciata fu posta la lapide ai caduti fascisti, opera di Virgilio Milani (1923).[24], mentre alcuni interventi decorativi furono eseguiti da Antonio Viaro nel 1923 e il salone fu affrescato da Pio Pullini nel 1928.[25]
- Palazzo Patella-Montalti (XVIII secolo). Sito nel Corso del Popolo ma originariamente affacciato sull'Adigetto, fu nel tempo caserma dell'Imperial Regia Gendarmeria dell'Impero austriaco, quindi seminario, sede di enti pubblici e di scuole superiori tra le quali l'Istituto Tecnico per Geometri e che ne è la sede.[26]
- Palazzo Ravenna
- Palazzo Roncale

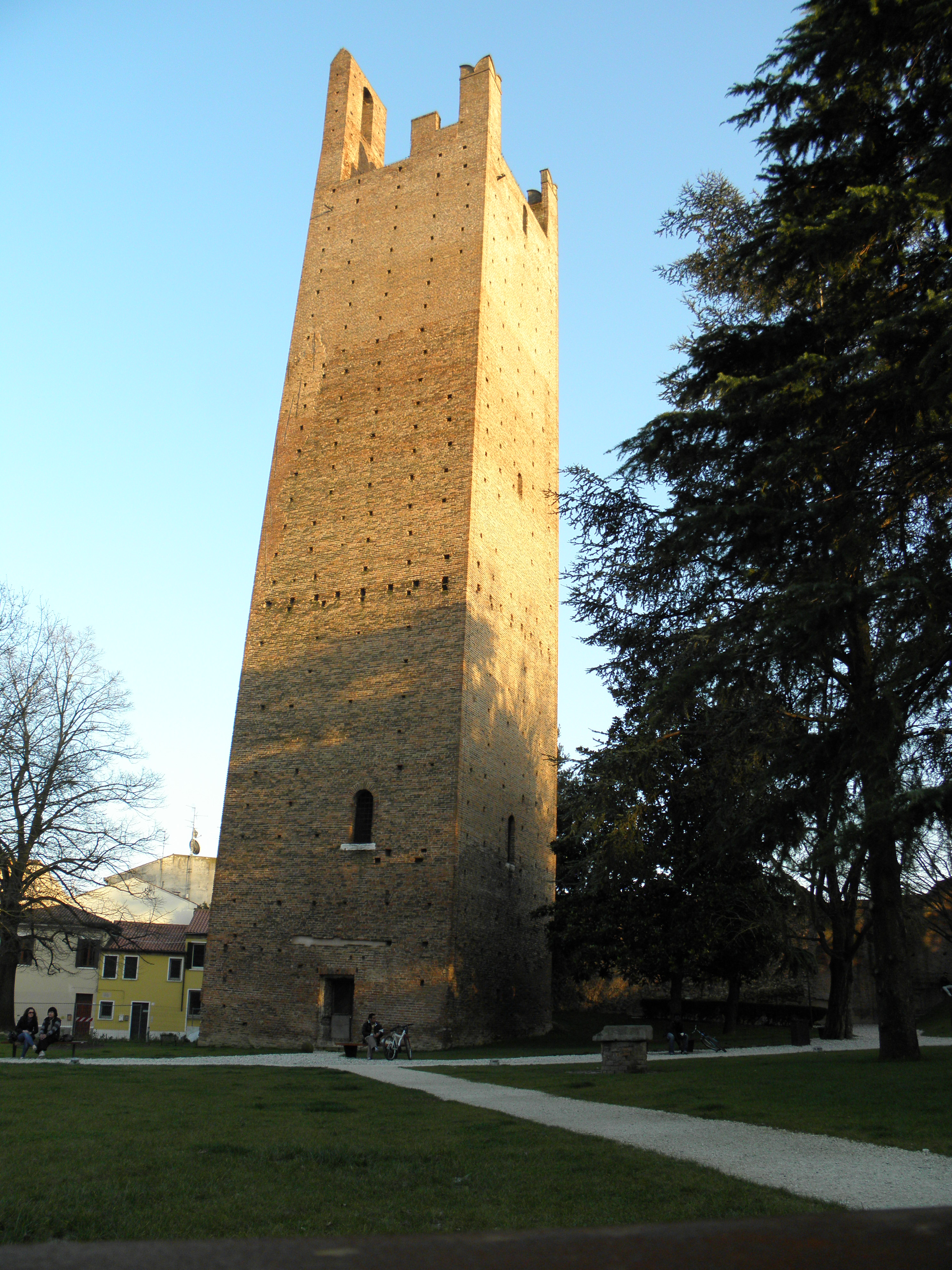
Torre Donà

- Palazzo Roverella (XV secolo). Commissionato dal cardinale Bartolomeo Roverella rimase parzialmente incompiuto a causa della morte del committente. Si affaccia sulla Piazza Vittorio Emanuele II, già Piazza Maggiore.
- Palazzo Salvadego-Sgarzi
- Palazzo Silvestri
- Palazzo Venezze
- Villa Grimani, in località Grompo
- Villa Tracanella
- Palazzo delle Poste e Telegrafi (XX secolo), progetto di Roberto Narducci. Decorazioni esterne dello scultore Giuseppe Milani.[27]
- Palazzo di Giustizia
- Ex ospedale civico di Rovigo
- Ospedale psichiatrico Re Vittorio Emanuele III
- Palazzo Archivio di Stato di Rovigo (ex sede del Seminario vescovile), progettato dall’architetto vicentino Domenico Cerato intorno al 1777 - 1778[28]

- Piazza Vittorio Emanuele II, centro urbanistico cittadino, di interesse per i numerosi palazzi che vi si affacciano.

### Architetture militari
- Castello, nucleo originario della città medioevale. Posizionato sull'attuale Corso del Popolo, originariamente sull'Adigetto, conserva parte dell'originaria struttura tra cui gran parte delle mura perimetrali e le due torri, simbolo della città:
  - Torre Mozza o Torre Grimani
  - Torre Donà, edificata successivamente.
- Mura cittadine. Benché le mura siano quasi totalmente scomparse alla vista, per il degrado del tempo e per essere state riutilizzate come materiale edile, se ne trova traccia nel tessuto cittadino come elemento di numerose abitazioni che le inglobarono nei secoli e nella conformazione ancora visibile del centro storico. Delle originarie porte d'accesso ed elementi difensivi rimangono solamente:
  - Porta San Bortolo, una delle due porte rimaste della città.
  - Porta di Sant'Agostino, seconda delle porte cittadine rimaste, ampiamente ristrutturata.
  - Torre Pighin
- Palazzina del Corpo di Guardia, affacciata alla Piazza maggiore nota anche come Piazza Vittorio Emanuele II, e sede del distaccamento cittadino dell'esercito austriaco.

### Altro

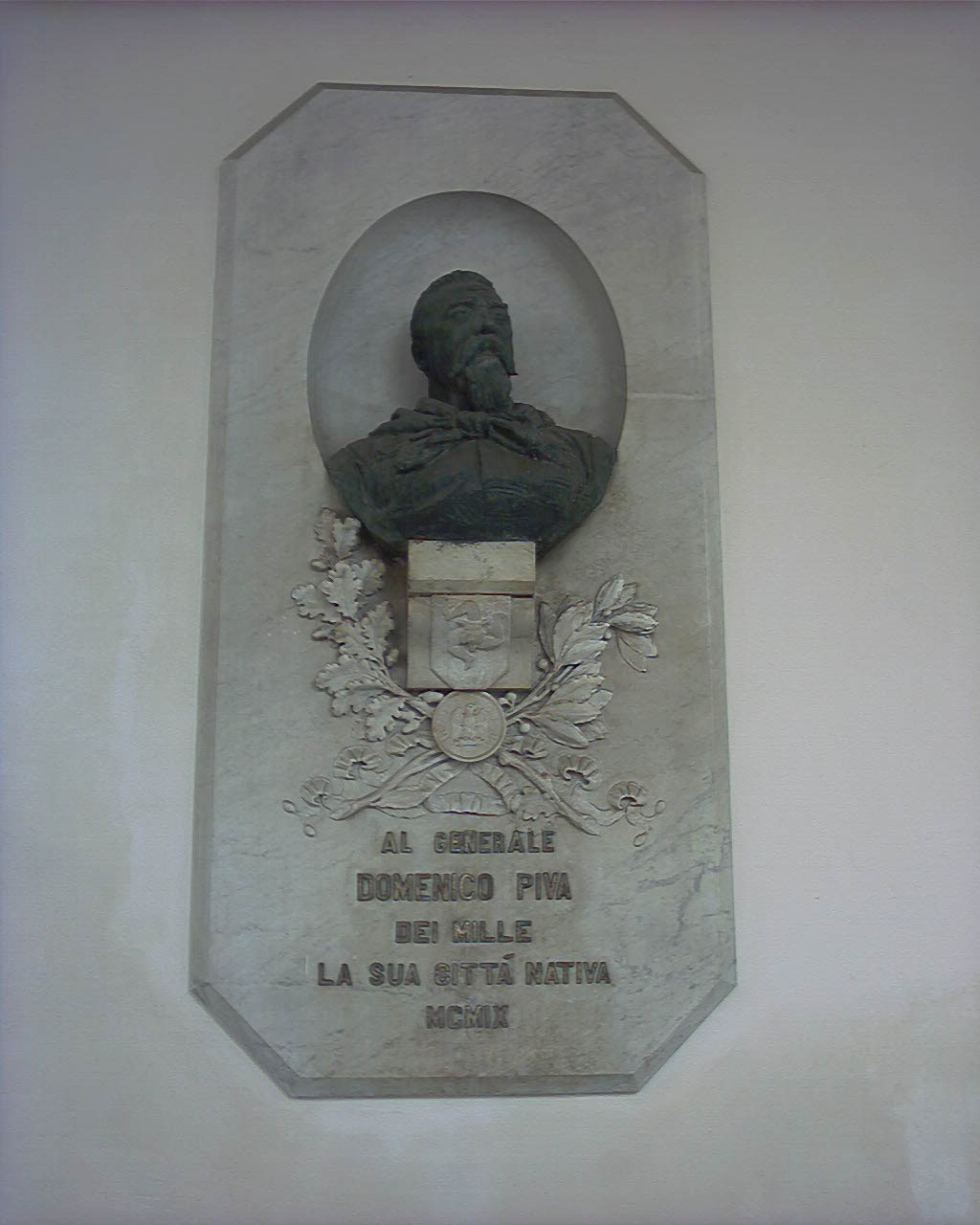
Monumento a Domenico Piva, presso la Gran Guardia, Rovigo

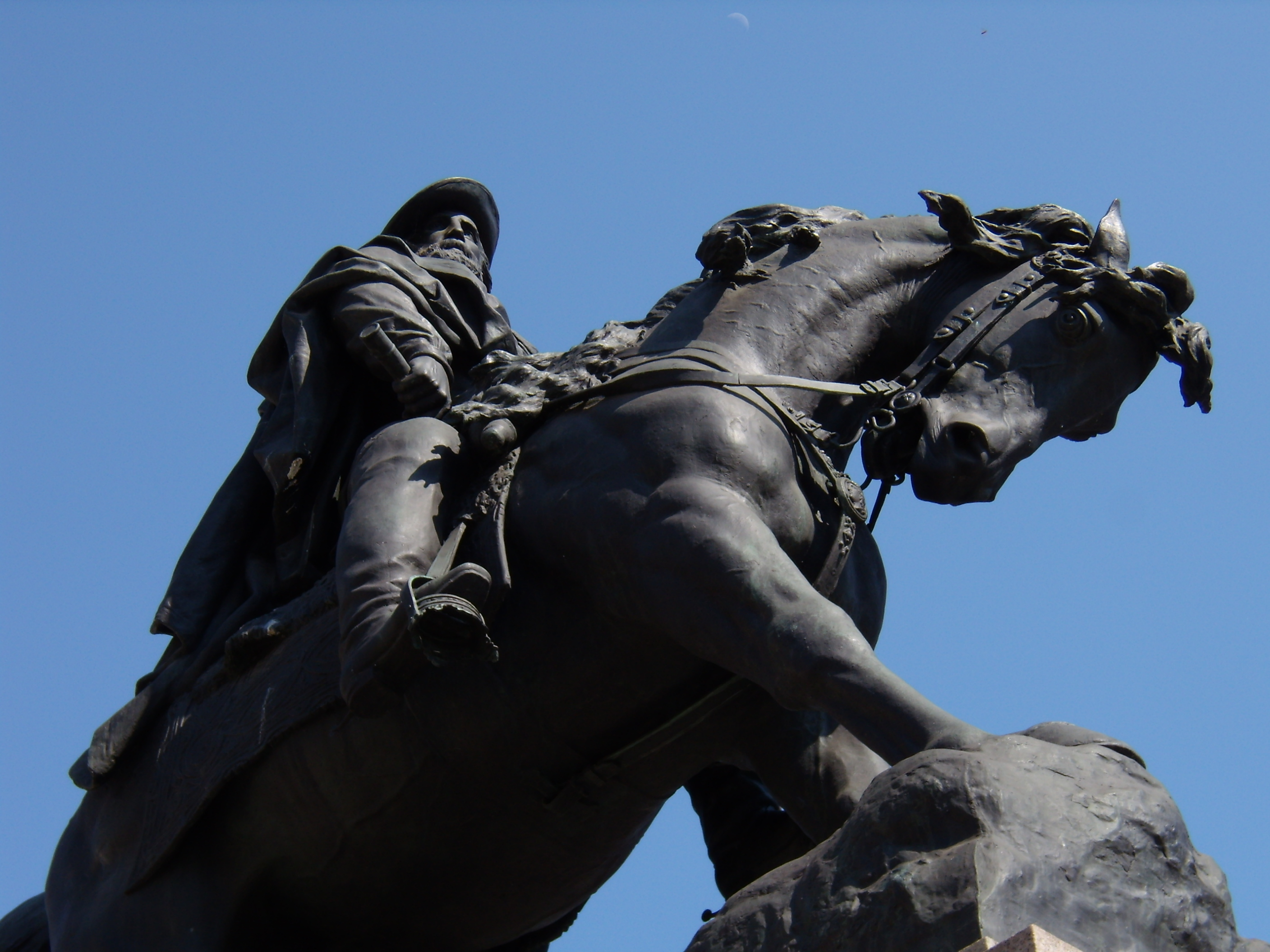
Monumento equestre a Garibaldi

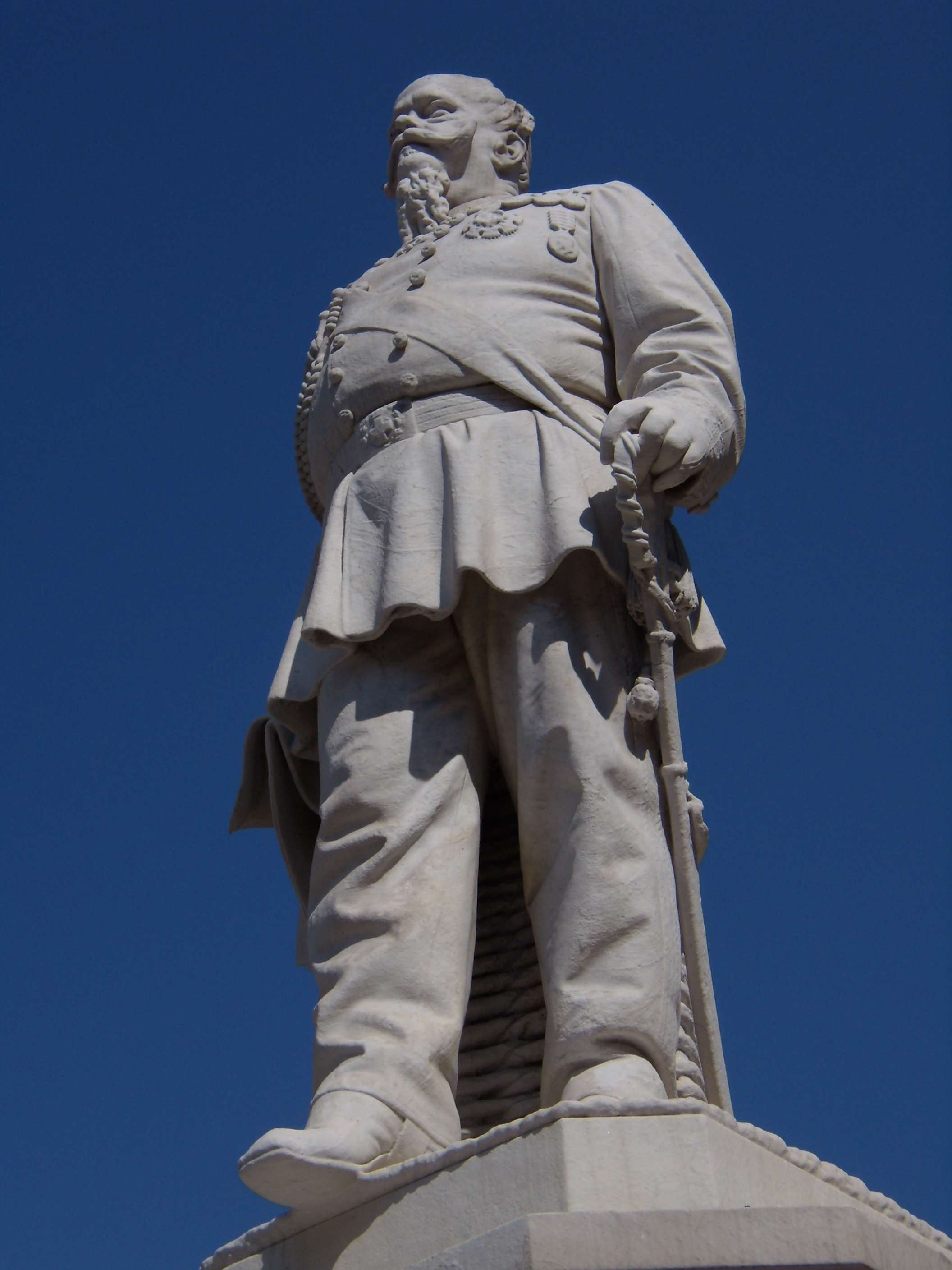
Monumento a Vittorio Emanuele II

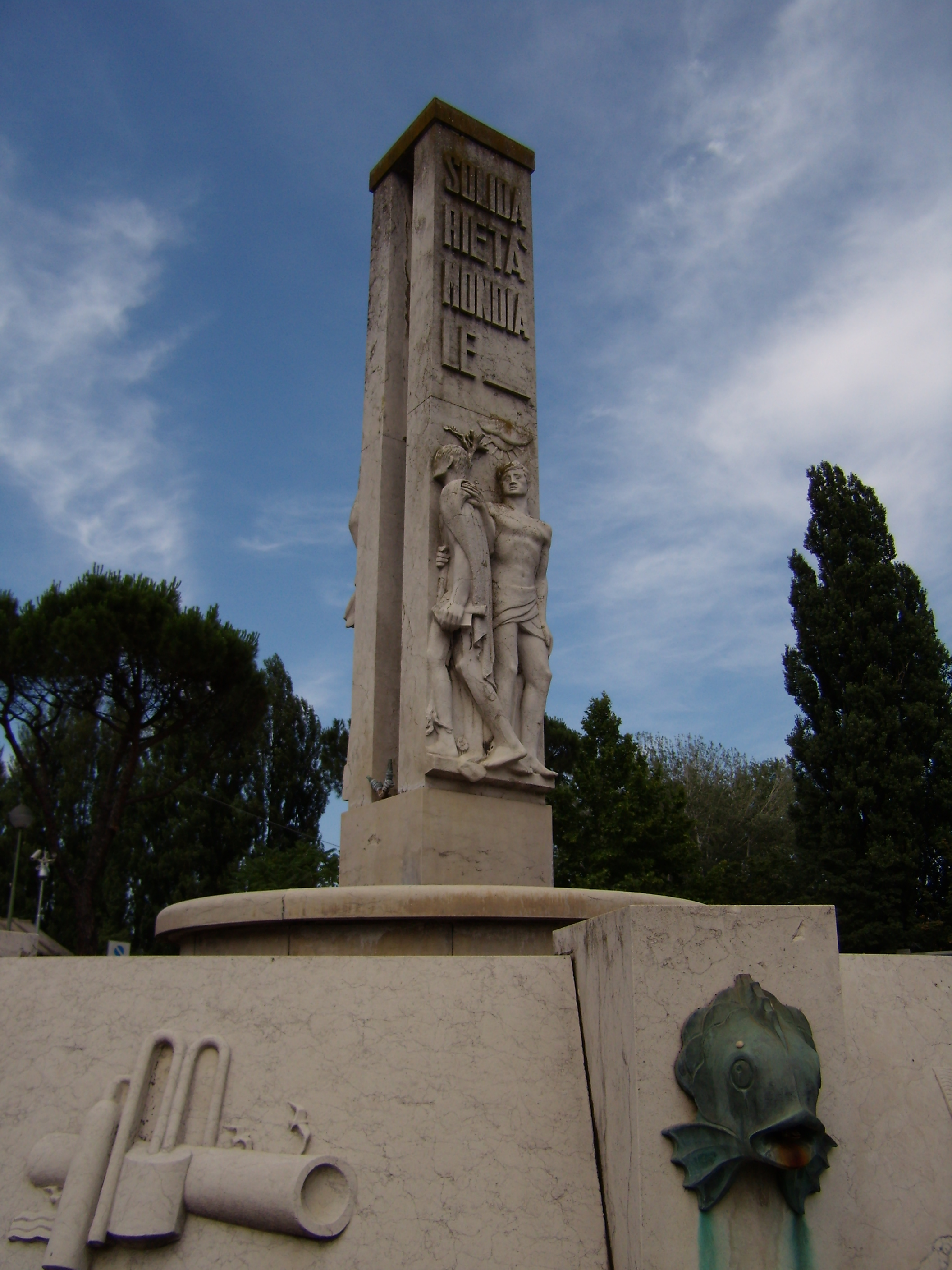
Fontana della Riconoscenza

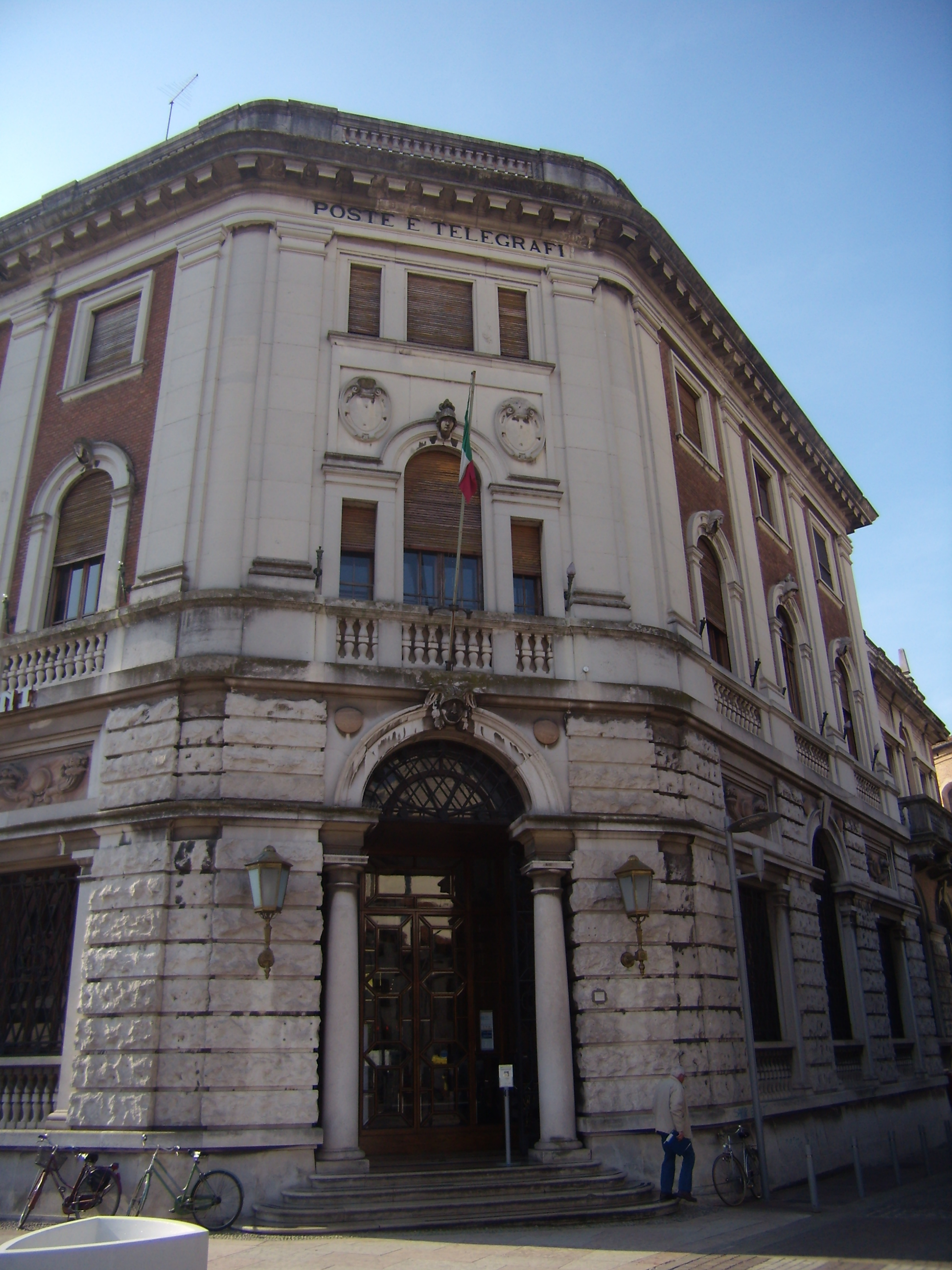
Palazzo delle Poste e Telegrafi di Roberto Narducci

- Colonna di San Marco (1519) Innalzata in onore della Repubblica Veneta dopo la lega di Cambrai, sulla sommità un leone di San Marco (1881) di Augusto Sanavio. L'originale fu abbattuto dai francesi nel 1797.
- Lapide a Dante Alighieri, opera di Grazioso Spazzi, epigrafe dettata dal filologo Gaetano Oliva[29] (1865)
- Monumento a Vittorio Emanuele II (1881) di Giulio Monteverde
- Monumento a Giuseppe Garibaldi di Ettore Ferrari
- Monumento al garibaldino Domenico Piva (1909) di Augusto Sanavio[30]
- Lapide a Giuseppe Mazzini di Antonio Carlini
- Monumento ad Amos Bernini di Armando Zago[31]
- Monumento a Cesare Battisti (1917) di Virgilio Milani[32]
- Fontana della Riconoscenza di Virgilio Milani (1952)[33]
- Monumento all'esploratore Giovanni Miani (1931) di Virgilio Milani.[34]
- Lapide a Gabriele D'Annunzio di Cesare Zancanaro (1963)[35]
- Monumento a Giacomo Matteotti (1978) di Augusto Murer

## Società

### Evoluzione demografica
Abitanti censiti

### Stranieri
Al 1º gennaio 2019 gli stranieri residenti nel comune sono 5 102, ovvero il 10% della popolazione. Di seguito sono riportati i gruppi più consistenti:
1. Romania, 968
2. Cina, 593
3. Albania, 581
4. Nigeria, 553
5. Marocco, 521
6. Moldavia, 447
7. Ucraina, 380
8. Polonia, 78
9. Tunisia, 77
10. Pakistan, 67

## Cultura

### Istruzione

#### Biblioteche
- Biblioteca dell'Accademia dei Concordi
- Biblioteca comunale "A. Carlizzi"

#### Scuole superiori
- Liceo scientifico Paleocapa
- Liceo classico-linguistico-artistico-scienze umane-economico sociale "Celio-Roccati"
- Istituto Tecnico Commerciale "Edmondo De Amicis"
- Istituto Tecnico Industriale "Ferruccio Viola"
- Istituto Tecnico per Geometri "Amos Bernini"
- Istituto Professionale di Stato per i Servizi Commerciali "Marco Polo"
- Istituto Professionale di Stato per l'Industria e l'Artigianato
- Istituto Tecnico Agrario "O. Munerati"
- Istituto Giacomo Leopardi

#### Università
- Consorzio Università di Rovigo
- Conservatorio di Musica "Francesco Venezze"

Facciata del palazzo che ospita l'Accademia dei Concordi

#### Musei
- Accademia dei Concordi: l'istituto culturale dell'Accademia dei Concordi ha negli anni acquisito numerose opere relative e collezioni private che spaziano nelle varie arti, principalmente una collezione di dipinti tra i quali il pezzo più rappresentativo è dato dal ritratto di Antonio Riccobono, un olio su tela eseguito approssimativamente nel 1734 da Giambattista Tiepolo. Oltre alle opere che costituiscono la pinacoteca, l'Accademia vanta una fornita biblioteca storica di pubblica lettura e una serie di reperti archeologici non esposti al pubblico. All'inizio del XXI secolo venne deciso di riunire la collezione della pinacoteca a quella del seminario vescovile e di porle nel restaurato Palazzo Roverella in un'apposita collocazione nota come "Pinacoteca dell'Accademia e del seminario a Palazzo Roverella". Inoltre, dal 2006 cominciò a ospitare importanti mostre temporanee integrate con un ulteriore spazio espositivo correlato all'interno della Villa Badoer, sita a Fratta Polesine.
- Museo dei grandi fiumi

### Media

#### Stampa
- Il Gazzettino – edizione di Rovigo
- il Resto del Carlino – edizione di Rovigo
- Corriere del Veneto – edizione di Padova e Rovigo
- La Voce di Rovigo
- RovigoOggi.it – primo quotidiano on-line della provincia di Rovigo
- Rovigo In Diretta - quotidiano multimediale della provincia di Rovigo
- Bic – bollettino di informazione del Comune di Rovigo
- La Piazza – edizione di Rovigo
- La Settimana – settimanale di informazione della diocesi di Adria-Rovigo

#### Radio
- Delta Radio
- Radio Kolbe – radio della diocesi di Adria-Rovigo
- Radio Voce nel Deserto – radio della chiesa evangelica battista di Rovigo

#### Televisione

Il Teatro Sociale

- Telestense - filiale di Rovigo

### Teatri
- Teatro Sociale
- Teatro Don Bosco
- Teatro Duomo
- Teatro San Bortolo
- Teatro Studio

## Geografia antropica
La Rovigo moderna ha uno sviluppo irregolare prevalentemente lungo le direttrici viarie che la collegano a Padova, Ferrara e Verona.
L'urbanizzazione di Rovigo si è estesa fino a comprendere le frazioni di Granzette e Boara Polesine a nord, Sarzano a est, Borsea a sud, Roverdicrè a ovest.
Le frazioni di Concadirame, Fenil del Turco, Grignano Polesine e Sant'Apollinare sono centri abitati isolati.
Circa il 6% dei residenti nel comune abita in nuclei isolati di dimensioni minori, tra i quali i più importanti per popolazione ed estensione sono le località di San Sisto e Ca' Bianca.
Pur facendo parte del territorio del comune di Rovigo, le frazioni di Buso e Mardimago, confinando rispettivamente con i comuni di Villadose e San Martino di Venezze, contribuiscono alla formazione dei centri abitati di questi comuni.

### Frazioni
Secondo lo statuto, le frazioni del comune di Rovigo sono:
Boara Polesine, Borsea, Buso, Concadirame, Fenil del Turco, Granzette, Grignano Polesine, Mardimago, Roverdicrè, Sant'Apollinare, Sarzano.
Sono riconosciute come località anche: Ca' Bianca, Cantonazzo, Grompo, San Sisto, Santa Rita, Spianata.
I quartieri di Rovigo sono: Centro Storico, Commenda Ovest, Commenda Est, San Bartolomeo, San Pio X e Tassina. La superficie, la popolazione residente e la densità di popolazione per ogni quartiere e frazione al 31 dicembre 2006 sono le seguenti:
| Quartiere o frazione | Abitanti | Superficie (km²) | Densità |
| -------------------- | -------- | ---------------- | ------- |
| Centro Storico       | 8.842    | 1,49             | 5.934   |
| Commenda Ovest       | 5.494    | 3,72             | 1.477   |
| Commenda Est         | 4.293    | 3,36             | 1.278   |
| San Bortolo          | 4.247    | 7,90             | 538     |
| San Pio X            | 4.572    | 3,23             | 1.415   |
| Tassina              | 3.915    | 4,17             | 939     |
| Borsea               | 2.974    | 9,85             | 302     |
| Grignano Polesine    | 3.063    | 9,19             | 333     |
| Granzette            | 2.040    | 4,82             | 423     |
| Boara Polesine       | 2.616    | 8,12             | 322     |
| Sarzano              | 1.842    | 10,78            | 171     |
| Sant'Apollinare      | 1.689    | 9,40             | 180     |
| Mardimago            | 1.915    | 9,19             | 208     |
| Buso                 | 1.088    | 3,40             | 320     |
| Concadirame          | 1.150    | 10,89            | 106     |
| Fenil del Turco      | 587      | 4,51             | 130     |
| Roverdicrè           | 866      | 4,45             | 195     |

## Economia
L'aspetto turistico e quello viario sono stati negli ultimi anni molto curati dalle varie amministrazioni, nel tentativo di riallacciare la città al patrimonio ambientale della provincia e in particolare del Parco del Delta del Po. Hanno visto così la luce l'Interporto, una struttura che cerca di sfruttare il trasporto delle merci e dei turisti via fiume; il "Museo dei grandi fiumi", ospitato nell'ex monastero degli olivetani, di fianco alla chiesa di San Bartolomeo; il Cen.Ser., grande struttura posta in viale Porta Adige e destinata ad ospitare le manifestazioni organizzate da "Rovigo Fiere"; il Distretto Ittico di Rovigo; il Cur, ovvero il Consorzio Universitario di Rovigo, che, tramite accordi stilati con le vicine università di Padova e Ferrara, ospita ora nelle città alcuni corsi universitari di primo e di secondo livello, tra i quali spicca il corso di laurea in Ingegneria Informatica erogato nella modalità teledidattica. In ambito agricolo Rovigo è un importante mercato di prodotti agricoli e zootecnici. In ambito industriale invece possiede anche un largo ventaglio di industrie operanti nei settori, metalmeccanico, chimico, tessile dell'abbigliamento e del legno.

## Amministrazione

### Gemellaggi
Rovigo è gemellata con:
- Viernheim
- Bedford
- Tulcea, dal 2003[42][43]

Nel 2004 ha inaugurato un "gemellaggio di cooperazione internazionale" con
- Satonévri (gemellata con Viernheim)

Inoltre è "città amica" di:
- Silandro, Alto Adige

## Infrastrutture e trasporti

### Strade
Rovigo ha 3 caselli per l'ingresso nell'Autostrada A13 Bo-Pd (Boara-Rovigo nord, Rovigo e Villamarzana-Rovigo sud). Da Rovigo parte anche la Transpolesana che la collega direttamente a Verona.

### Ferrovie
La stazione di Rovigo è posta lungo la linea Padova-Bologna e dà origine alle linee Rovigo-Verona e Rovigo-Chioggia. Il servizio viaggiatori su queste ultime due ferrovie è espletato da Sistemi Territoriali, oltre che da RFI.

## Sport

### Rugby

La rosa del Rugby Rovigo 1987-88 che vinse la stella del decimo scudetto

Rovigo, benché abbia negli anni conseguito numerosi traguardi a livello societario e individuale negli sport, viene principalmente associata al rugby, disciplina di cui dal 1948 vanta una tradizione sportiva ai massimi livelli del campionato italiano, nel quale ha conquistato con la Rugby Rovigo quindici titoli italiani assoluti, oltre a numerosi altri titoli nazionali con le formazioni giovanili.

### Calcio
La principale squadra calcistica invece è il Rovigo Calcio, che ha all'attivo diverse partecipazioni alla Serie C, la prima delle quali nella stagione 1929-1930; milita nei campionati dilettantistici. A Rovigo è legata anche la figura di Francesco Gabrielli, autore nel 1895 per la Hoepli di uno dei primi regolamenti del gioco del calcio.

### Pallacanestro
Nel basket il massimo risultato per la cittadina polesana è stata la serie C1 del Basket Rovigo, promosso dalla C2 nella stagione 2007-2008. Sotto la presidenza di Daniele Sprocatti rimase in C1 per due stagioni. Nel terzo anno la società non venne iscritta al campionato per mancanza di sponsor perdendo di conseguenza la categoria e cessa l'attività. Nel 2014 nasce però il Nuovo Basket Rovigo che è ripartito dalla I Divisione e, dal 2018 con la nuova dirigenza capitanata dal Presidente Gionata Morello, conquista due promozioni in tre campionati disputati, guadagnando la Serie C Silver nella partita del 1º maggio 2022, in un palasport rodigino gremito, anche grazie all'incredibile record di 34 vittorie consecutive. Nella stessa stagione, il Nuovo Basket Rovigo diventa pure Campione Regionale di Serie D. Nella stagione 2022/23, il Nuovo Basket Rovigo, sponsorizzato Sekal Microchirurgia Rovigo, partecipa al campionato di Serie C Silver conquistando il 10º posto e vincendo i Play Out, che però non basta a restare in quella che viene rinominata Serie C Unica per la riforma dei campionati maschili. Nella stessa stagione, l'Under 20 delle Pantere si laurea Campione Regionale, altro risultato storico per il basket maschile. Nel 2023/24, cambia il Presidente con la nomina di Roberto Battistini. E, nello stesso anno, si parte dalla categoria denominata Divisione Regionale 2, attualmente la massima serie di basket maschile in Polesine.
Per quanto riguarda la pallacanestro femminile, la Rhodigium Basket, società fondata nel 2010, vede militare la sua prima squadra in serie B, categoria in cui è stata ammessa nella stagione 2016/17 dopo aver perso la finale di Serie C contro Garda Basket. Nella stagione 2023/24, la dirigenza della Presidentessa Maria Paola Galasso, dopo aver perso due finali consecutive di Serie B, decide di comprare i diritti della Serie A2 dalla Pallacanestro Firenze.
La Rhodigium Basket, inoltre, ha un settore giovanile in costante crescita, con 10 squadre attive tra maschile e femminile. La società da sempre si dedica e si impegna nella promozione del minibasket, il basket per i più piccoli, contando ad oggi 6 squadre e due centri minibasket (Borsea e Mardimago).

### Altri sport
Per quanto riguarda il baseball, la Baseball & Softball Club Rovigo milita stabilmente nel campionato italiano di Serie A2, conseguendo buoni risultati: è stata finalista nel 2011 e nel 2012.
Il pattinaggio artistico a rotelle vanta un'interessante tradizione sportiva. Nonostante i risultati ottenuti, al momento gli impianti a disposizione non risultano moderni, attraenti e particolarmente confortevoli, come, ad esempio, il Pattinodromo Comunale.
Occorre ricordare, oltre naturalmente ai tanti nomi che nel corso degli anni in questa disciplina hanno ottenuto risultati interessanti, i successi di Elena Lago e, prima ancora di Marika Zanforlin, con il compagno Federico Degli Esposti. All'attivo vantano diverse gare nazionali ed europee, i World Games e quattro titoli mondiali. Nel 2007 la coppia ha debuttato sul ghiaccio, qualificandosi per gli europei di Zagabria.
A Rovigo sono attive tre società sportive, in questa disciplina: lo Skating Club Rovigo (corsa); Olimpica Skaters Rovigo (artistico) e Pattinaggio Artistico Rovigo.
Rovigo ha una buona tradizione anche nel karate, dove militano atleti come: Luca Brancaleon (Campione del Mondo di Kata); Annalisa Penolazzi (bronzo mondiale a squadre nel Kata); Nicola Andreotti (terzo ai campionati italiani e con diversi podi internazionali di karate); Umberto Bedendo (Coppa del Mondo a squadre Shitō-ryū nel 1991, 4º ai Campionati del Mondo Gōjū-ryū nel 1994, Campione Europeo Goju Ryu dal 1997 al 1999 e nel 2003).
Il 28 maggio 2001 la 9ª tappa del Giro d'Italia si è conclusa a Rovigo con la vittoria di Mario Cipollini.
Nel 2011 Rovigo ha dato i natali alla prima squadra italiana riconosciuta dalla GAA (Gaelic Athletic Association) di uno sport molto antico e popolare in Irlanda: il football gaelico. Proprio a Rovigo, sul campo comunale della frazione di Buso, il 27 ottobre 2012 l'Ascaro Rovigo Gaelic Football ha incontrato il Padova Gaelic Football nel primo incontro di questo sport giocato in Italia.
Nella kickboxing l'eccellenza è rappresentata dalla società Area Sport del maestro Alessandro Milan, anche tecnico della nazionale azzurra di light contact della Federazione Italiana Kick Boxing Muay Thai Savate Shoot Boxe. Numerosissimi i titoli mondiali, europei e italiani del club rodigino. Gli ultimi, in ordine cronologico, sono: Francesca Barison (campionessa italiana senior di light contact nel 2017), Giulia Reale (campionessa italiana cadet di light contact nel 2017) e Lorenzo Corsini (campione italiano cadet di light contact e medaglia di bronzo europea nel 2017).
Presenti nel territorio di Rovigo anche due importanti società di pugilato. La Pugilistica Rodigina, fondata nel 1937, la cui sede è ubicata nella storica palestra di Viale Trieste e che negli anni ha raggiunto importanti risultati a livello anche internazionale e la seconda società, Rhodigium Boxe, fondata nel 2014 che vanta già diversi titoli nazionali

### Impianti sportivi
- Stadio Mario Battaglini, rugby Stadio Mario Battaglini

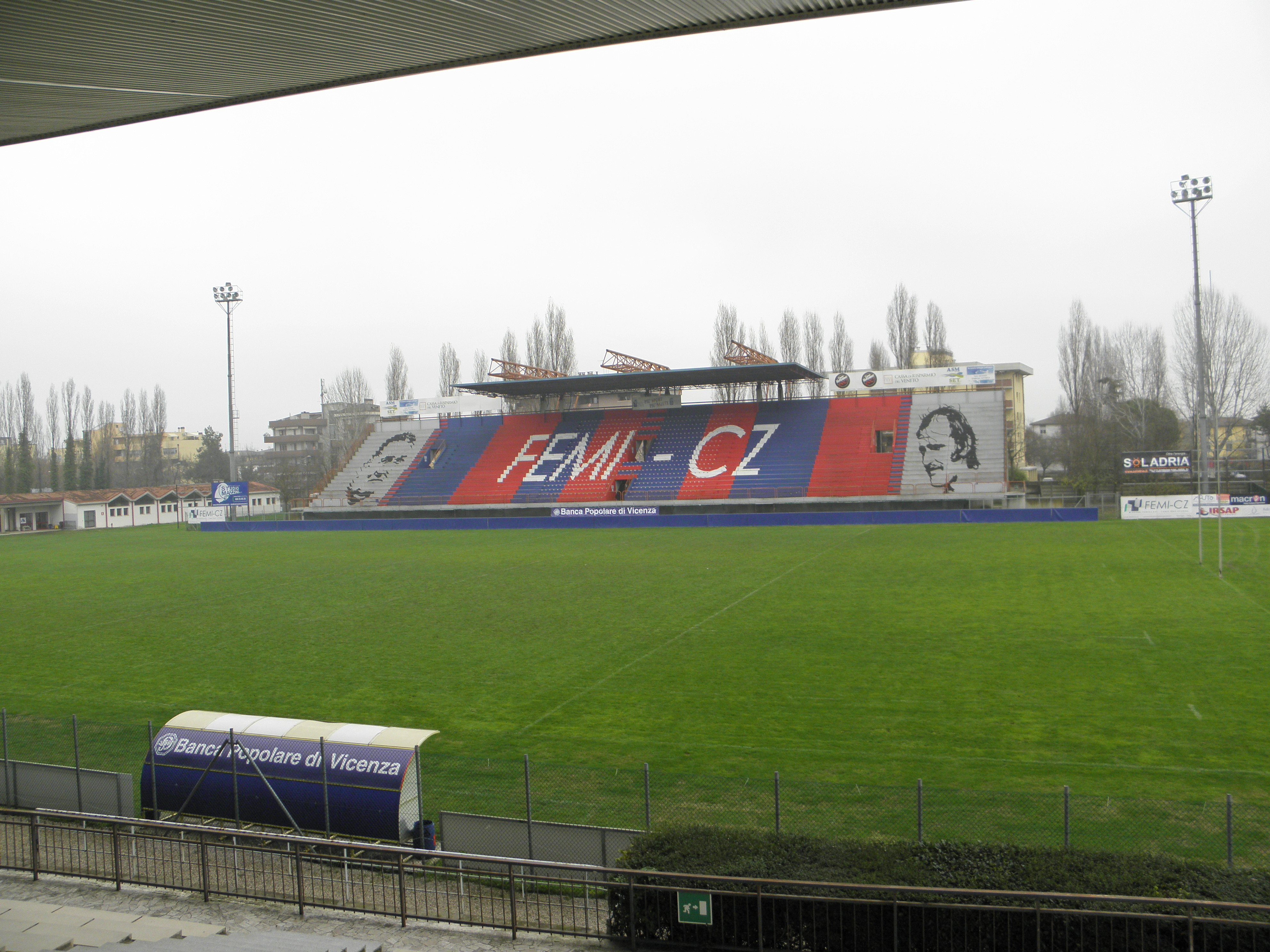
Stadio Mario Battaglini

- Stadio Francesco Gabrielli, calcio Stadio Francesco Gabrielli

Stadio Francesco Gabrielli

- Palazzetto dello Sport, pallacanestro, pallavolo Palazzetto dello Sport

Palazzetto dello Sport

- Pattinodromo delle Rose, pattinaggio a rotelle
- Polo Natatorio di Rovigo, nuoto. Include la preesistente piscina "Luisangela Tosi".
- Complesso Sportivo "Tullio Biscuola", atletica
- Stadio Baseball e Softball, Impianto Polisportivo "Tassina" - Via Vittorio Veneto - Rovigo

#### Scomparsi
- Piscina comunale "Baldetti", nuoto; struttura abbattuta nei primi anni duemiladieci.

### Società sportive
Di seguito sono elencate le società sportive per tipologia di sport:
- Area Sport Rovigo - kick boxing, fitness
- Associazione Polisportiva Grignano Dilettantistica - società polisportiva
- Ascaro A.S.D. - società polisportiva
- Gruppo Atletico Assindustria Rovigo - atletica leggera
- Baseball & Softball Club Rovigo - baseball e softball
- Rovigo Calcio - calcio, massimo risultato Serie C
- Polisportiva Marzana Granzette - Calcio a 11 e calcio a 5 maschile e femminile[46]
- Polisportiva San Pio X Rovigo - Calcio e pallavolo
- Ascaro Rovigo Gaelic Football & Handball Gaa - calcio gaelico[47]
- Gruppo Canoe Polesine - canoa
- Meringhes Rovigo - Calcio a 5
- Rovigo Calcio a 5 ASD
- Ritmica Gimnasia - ginnastica ritmica
- Hockey Club Rovigo - hockey su prato, massimo risultato partecipazione al campionato di Serie A2
- Rovigo Nuoto - nuoto maschile e femminile
- A.S.D. Nuovo Basket Rovigo - pallacanestro
- Rhodigium Basket Rovigo - pallacanestro
- Pallamano Tassina Rovigo - pallamano
- Gruppo Sportivo Commenda – pallavolo
- Beng Rovigo Volley - pallavolo femminile, massimo risultato partecipazione al campionato di Serie A2
- Skating Club Rovigo - pattinaggio
- Parkour Rovigo - parkour
- ASD Pattinaggio Artistico Rovigo - pattinaggio artistico
- Rugby Rovigo - rugby a 15, massimo risultato 11 scudetti nel campionato di massima serie
- Circolo Scacchistico Rodigino - scacchi
- Centro Scherma Rovigo - scherma
- Bombardieri del Polesine – Associazione sportiva culturale per il tiro ad Avancarica A.S.D. - tiro a segno storico ad avancarica
- G.S. Duomo
- Scuola Calcio Ras Commenda
- ASD Compagnia Arcieri di Rovigo, con sede nella frazione di Sarzano
- Club Sommozzatori Rovigo - Scuola di Immersione Subacquea in Apnea e con Autorespiratore ad aria.

## Nel cinema
Rovigo è stata il set di alcune scene del film di serie B Cornetti alla crema.